# Rugosolibethra bifolia
Rugosolibethra bifolia är en insektsart som först beskrevs av Carl Stål 1875.  Rugosolibethra bifolia ingår i släktet Rugosolibethra och familjen Diapheromeridae. Inga underarter finns listade i Catalogue of Life.